# Fouquet's
Pour les articles homonymes, voir Fouquet.
Le Fouquet's est un restaurant situé 99, avenue des Champs-Élysées dans le 8e arrondissement de Paris. Il tient son nom de son propriétaire Louis Fouquet, qui a développé et rendu célèbre l'endroit. La salle du rez-de-chaussée est inscrite à l'inventaire des monuments historiques depuis 1990. Le restaurant dispose de deux terrasses, l'une côté Champs-Élysées et l'autre côté George V.

## Histoire du bâtiment

### Joseph Thome
La parcelle cadastrale du Fouquet's est située à un angle, entre l'avenue des Champs-Élysées et l'avenue Georges V. Cette parcelle ainsi que l'immeuble est achetée dans un premier temps à l'entrepreneur Joseph Thome. Il se trouve au rez-de-chaussée une brasserie, dénommée « Brasserie anglaise ». Thome est né sous l’Empire en 1809. Son parcours illustre l’ascenseur social que figurent les transformations urbaines pour nombre de ses contemporains. Originaire de la commune de Bagnols-sur-Cèze dans le Gard, son père Ambroise Thome officie comme chaudronnier. À 21 ans, encore mineur selon la loi, Joseph Thome quitte le foyer parental dont les ressources sont maigres. À sa mort, six décennies plus tard, il laisse une fortune estimée à 48 millions de francs. Joseph a une ambition précise pour la parcelle du 99, avenue des Champs-Élysées : 

« Tout le périmètre compris entre les avenues Montaigne, — ancienne “allée des Veuves”, — des Champs-Elysées, Kléber et le quai de Billy, fut remanié par Joseph Thome de 1860 à 1870. Ces travaux, qui comprenaient le percement des avenues d’Iéna, Marceau, de l’Alma, du Trocadéro, des rues Pierre-Charron et de dix autres de moindre importance, ne l’empêchaient pas de porter aussi son activité sur la rive gauche (...) Les immeubles qu’il avait construits, il se hâtait de les vendre pour en édifier d’autres. »

### Inscription à l'inventaire supplémentaire des monuments historiques
Le Fouquet's est monument historique par l’arrêté du 10 décembre 1990. À l’article 1er , on rappelle : « sont inscrits sur l’inventaire supplémentaire des Monuments Historiques la salle du rez-de-chaussée et la salle et les salons de l’entresol, avec leur décor, de la partie de l’immeuble abritant le restaurant le Fouquet’s ». La salle a été décorée par Jean Royère en 1958. En 1988, à la suite de l’expiration du contrat de bail, le consortium koweïtien propriétaire des murs donne congé. Un comité de soutien mené par José Artur, Roger Hanin, Christine Gouze-Rénal, Jean-Paul Belmondo, Jacques Chancel, Robert Hossein, Robert Sabatier, Odette Ventura, Henri Verneuil, Léon Schwartzenberg et Jean-Michel Folon milite et pose la question des lieux de mémoires proposés par l'historien Pierre Nora. Le ministre de la Culture Jack Lang donne suite au dossier et le dossier d'inscription est acte.

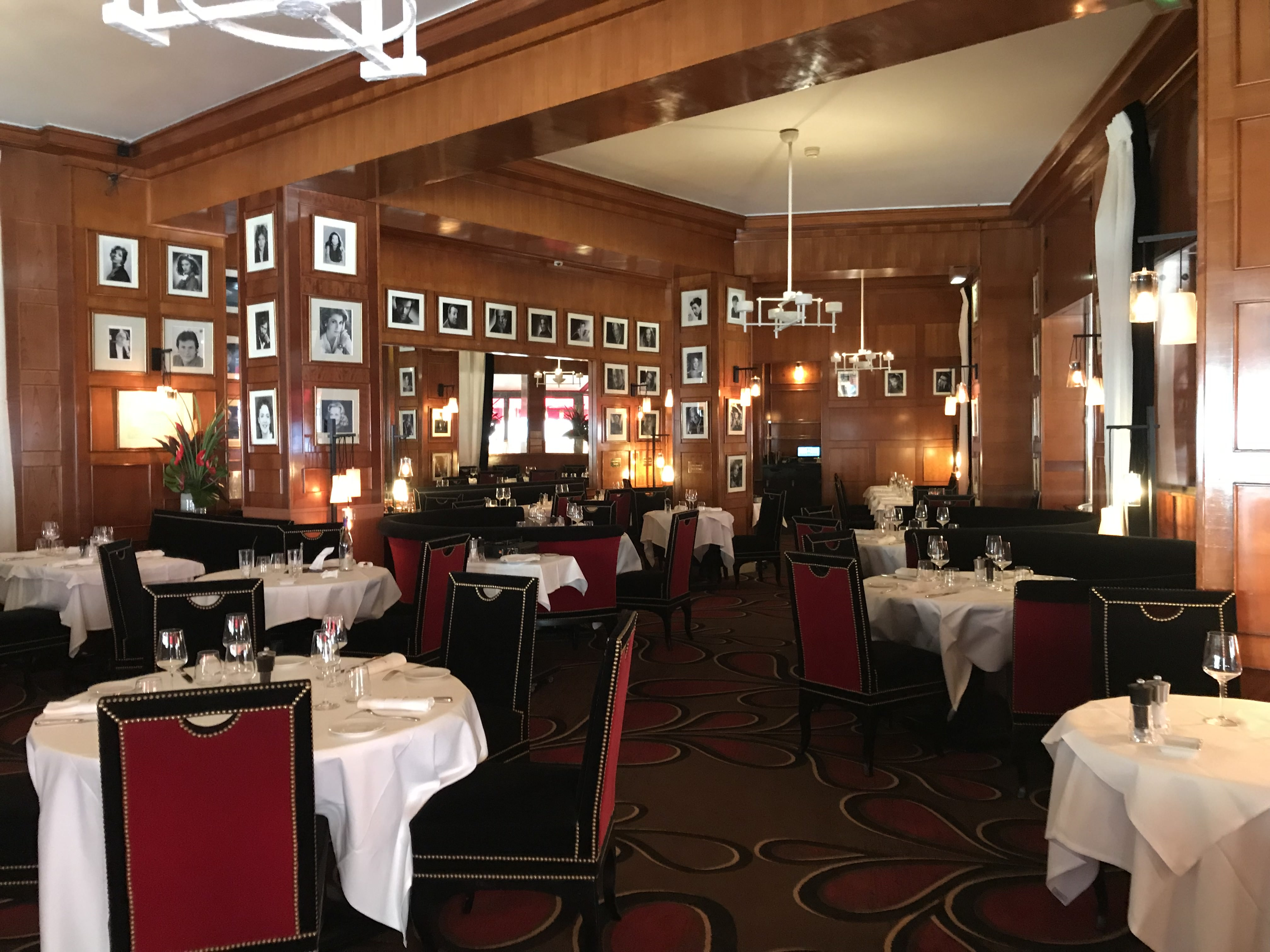
Salle historique du Fouquet's.
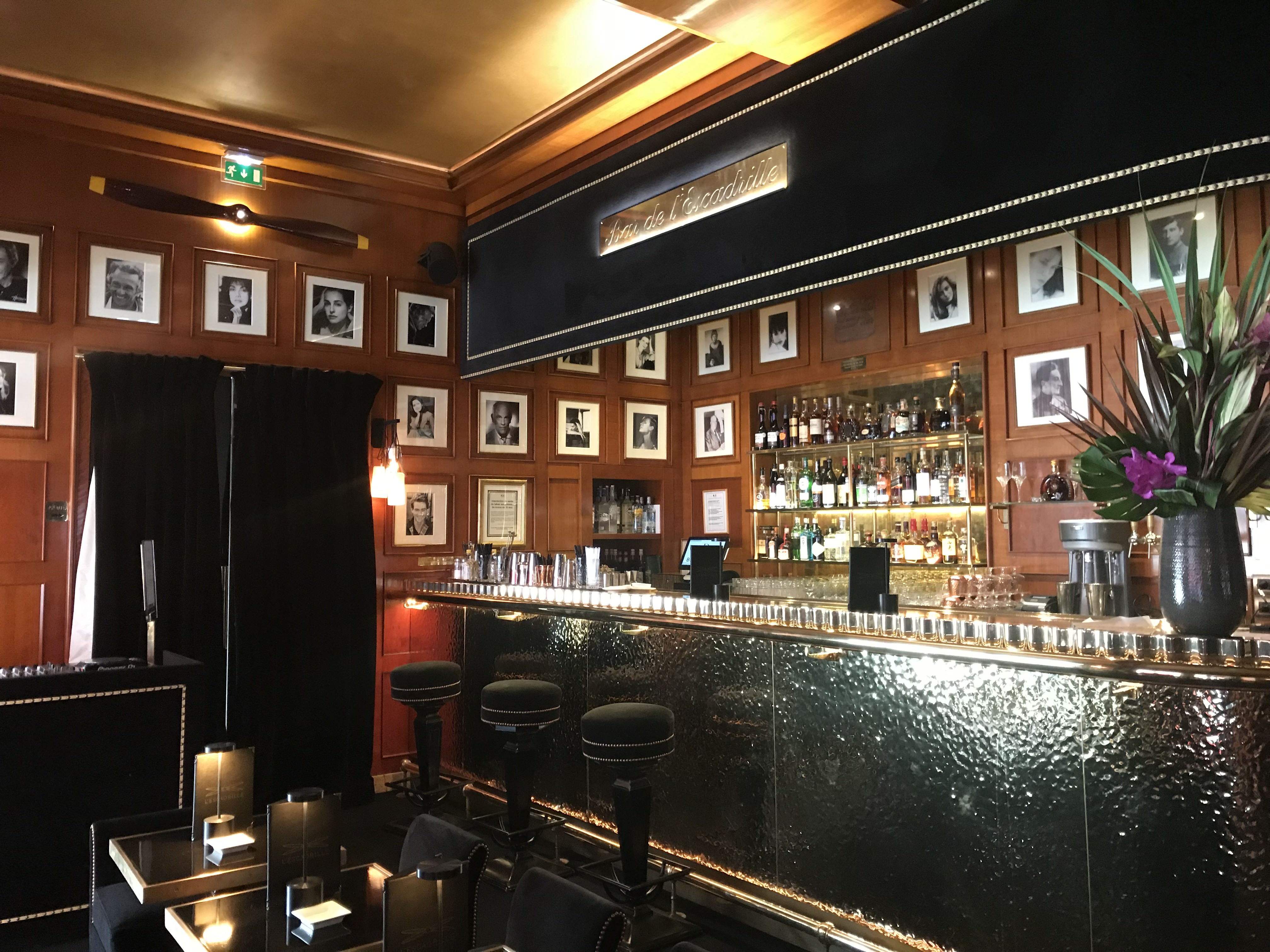
Bar de l'Escadrille.

### Travaux des années 2000
À la suite de la reprise du restaurant et des étages par le groupe Barrière, une politique de travaux est mise en œuvre. Deux cabinets d’architecture se succèdent dans une opération qui a pour but la création d’un hôtel : Édouard François puis le cabinet Vous êtes ici. Édouard François est un ancien élève de Beaux-Arts et des Ponts et Chaussées. Ses travaux sont l’objet de recensions par la presse spécialisée.
La solution proposée rassemble ces deux impératifs à travers une technique du « troué-moulé ». Très précisément, afin de donner du relief à des façades non haussmanniennes, Édouard François scanne les façades dont le dessin est celui des bâtiments et la projette à plat en béton.

## Création et développement du Fouquet's

### Louis Fouquet

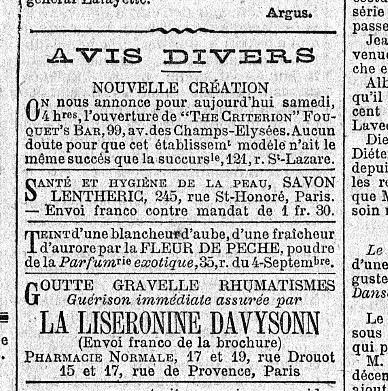
Le Figaro, 28 septembre 1898.

Selon la légende, ce serait en 1899 que Louis Fouquet achète « The Criterion », un estaminet pour cochers de la célèbre avenue parisienne, qu'il transforme en bar de luxe rebaptisé « The Criterion-Fouquet's Bar », à la mode anglo-américaine de l'époque, à l'instar de son célèbre confrère parisien Maxim's de la rue Royale. Malheureusement, l'anecdote est fausse.
Louis Fouquet possède un premier établissement, rue Saint-Lazare, à Paris. Le 28 septembre 1898, dans la presse nationale par le quotidien Le Figaro, l'ouverture du Fouquet's sur les Champs-Élysées est annoncée. Louis Fouquet met en place dans son bar la mode des cocktails. En 1911, on note la naissance dans ce même mouvement professionnel du Harry's Bar à Paris. L'immeuble est moderne et proche des préoccupations de l'hygiène. Joseph Thome avait décidé, dès 1893, de pourvoir l’immeuble du Fouquet’s du tout à l’égout. Il est alors à contre-courant de nombreux propriétaires qui le refusent.

### L'œuvre de Léopold Mourier

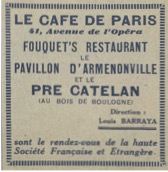
Publicité parue dans la Revue diplomatique, 1937.

Louis Fouquet décède en 1905 de la typhoïde. Son beau-frère Léopold Mourier reprend la gestion de l'établissement en attendant la majorité des deux enfants de Louis Fouquet. Mourier est un nom important du monde de la restauration de la Belle Epoque. Il n’a pas trente ans lorsqu’il acquiert le restaurant Foyot (1891), bientôt suivi du Café de Paris (1897) et du Pavillon d'Armenonville (1900). En 1908, le Pré Catelan rejoint cet ensemble. En 1903, Léopold Mourier devient président de la Mutuelle des cuisiniers de Paris.
Il crée une fondation éponyme, qui gère une maison à destination des cuisiniers. Il fait don de sa propriété à la Société des cuisiniers. Mourier s’avère ainsi un organisateur efficace, gratifié de la Légion d'honneur en 1922. Il oeuvre pour la fondation de la La Revue Culinaire, collaborant avec le chef Francis Carton son ami, Prosper Montagné en tant que rédacteur en chef, Philéas Gilbert et Émile Fétu qui ont participé à l’élaboration du Guide culinaire. Sous son impulsion, le Fouquet's devient un restaurant important de l'avenue des Champs-Élysées.

### Création d'une marque
En 1998, Diane Barrière-Desseigne, fille adoptive de Lucien Barrière, acquiert le Fouquet's, auquel son époux Dominique Desseigne ajoute en 2006 l'hôtel Fouquet's Barrière. Le groupe Barrière décline la marque à travers des brasseries dans ses différents hôtels (Le Majestic, Courchevel, La Baule, Marrakech, Toulouse, Enghien-les-Bains, Montreux, Abu Dhabi). Une dernière ouverture a eu lieu à New York.

## Menus
L’un des premiers menus que l’on conserve du Fouquet’s date du 16 août 1923 (cf. cliché source première).

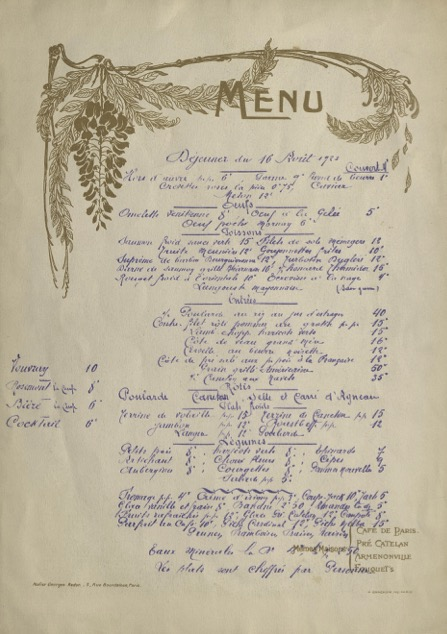
Menu du Fouquet's de 1923.

Les menus du Fouquet’s sont également illustrés. Les palaces ont l’habitude depuis le tournant du siècle de les décorer finement. Peu à peu s’instaure une nouvelle pratique, celle de demander à des illustrateurs connus d’orner ces menus. Au Fouquet’s, deux noms s’y essaient. Georges Redon pendant la Grande Guerre et les années qui suivent et Pierre Pagès dans les années 1980.
Redon (1869-1943) fait partie des noms importants des illustrateurs du début du XXe siècle, comme en témoigne sa Légion d'honneur en 1939. Il collabore régulièrement à L'Assiette au beurre, L'Illustration, Le Journal pour tous, Le Petit Parisien illustré, Le Rire, Le Courrier français et même The Graphic, périodique anglais. La particularité des dessins pour le Fouquet’s tient à la situation de son auteur durant le conflit. Redon est mobilisé. C’est là que naissent ces représentations de Poilus qui terminent entre les mains des clients du Fouquet’s. La collaboration de Redon avec le Fouquet’s cesse par la suite, sans qu’on ne puisse émettre aucune hypothèse. Quelques menus dans les années 1980 reprendront néanmoins son travail.
En 1984, le propriétaire Maurice Cazanova sollicite Pierre Pagès. Pagès, né en 1933, est un illustrateur renommé, un voyageur dont le sujet n’est qu’extérieur. Son œuvre se caractérise par la maîtrise de l’aquarelle, et de traits qui font songer au rotring de l’architecte.
Le restaurant est aussi pourvu d'une solide notoriété grâce à son chef Pierre Goubert puis le chef Pierre Ducroux ; il obtient régulièrement des étoiles et la reconnaissance du Guide Michelin (par exemple dans l'édition de 1968, dont un article du quotidien Le Monde se fait l'écho).
Le chef Pierre Gagnaire devient consultant (2014) et signe partie de la carte.
L'un des salons du Fouquet's porte le nom James Joyce, attribué en 1982 en l'honneur du centenaire de la naissance de l'écrivain.

## Notoriété et liens professionnels
Restaurant de la vie mondaine parisienne, plusieurs clients célèbres l'ont fréquenté, comme Raymond Poincaré, Theodore Roosevelt, Aristide Briand, Paul Poiret, Alberto Santos-Dumont, Ettore Bugatti, Pierre Brasseur, Colette, Liane de Pougy, l'Aga Khan III.
Le Fouquet's témoigne de la vie du quartier des Champs-Élysées et des milieux socioprofessionnels qui le fréquentent. Le premier milieu est celui de la radio, avec l'émission de Mireille « Le salon des Amis Mireille », diffusé par Le Poste parisien dont le siège se trouve 116 avenue des Champs-Élysées. José Artur y anime pendant quelques années le devenu classique Pop Club, reprenant ainsi Les Amis du Salons de Mireille qui avaient ouvert la voie quelques décennies plus tôt. L’un des premiers génériques est composé par Claude Bowling. Après un solo trompette, un rythme suave laisser jaillir la voie des Parisiennes qui susurrent : « 24 heures sur 24, la vie serait bien dure, si l’on n’avait pas le Pop Club avec José Artur… »
Le second milieu socioprofessionnel est celui de l'industrie du cinéma. Le propriétaire Maurice Casanova investit l'établissement au milieu des années 1970. Son association avec Georges Cravenne lui permet d'affermir les liens du restaurant avec l'industrie du cinéma. En 1975, il décide de fonder l’Académie des Arts et techniques du cinéma et de médiatiser la profession lors d'une soirée suivi d'un diner. Ce diner est souvent précédé d'un déjeuner des nommés. De 1988 et 2012, inspiré des étoiles de la promenade de la célébrité (Walk of Fame) sur Hollywood Boulevard à Los Angeles en Californie, et des lauréats des Bocuse d'Or de l'Auberge du Pont de Collonges de Paul Bocuse, les lauréats des César du cinéma ont été inscrits sur des plaques en laiton à l'entrée principale du restaurant.

## Monographies
L'histoire du Fouquet's a fait l'objet de publications diverses.
- Raymond Castans publie dans l'objectif de l'inscription du lieu à l'inventaire des monuments historiques l'ouvrage Parlez-moi du Fouquet's (1989)[29]. Ce livre reprend principalement des entretiens avec les clients du lieu et répond à la commande d'un matériel pour la commission d'attribution.
- Les éditions du Cherche Midi publient Fouquet's, légende du siècle, dix ans plus tard[30]. L'ouvrage présente plusieurs clichés de la vie de l'établissement. Dans chacun de ses ouvrages, les sujets traités demeurent ceux colportés (un estaminet pour cocher, un restaurant pour l'univers du spectacle).
- En 2019, l'historienne Marion Tayart de Borms[31] publie 99, Champs-Elysées, une histoire inédite du Fouquet's[32].

## Prix remis au Fouquet's
- Nuit des Molières
- Prix Louis-Delluc
- Prix Roger-Nimier
- Prix Daniel-Toscan-du-Plantier

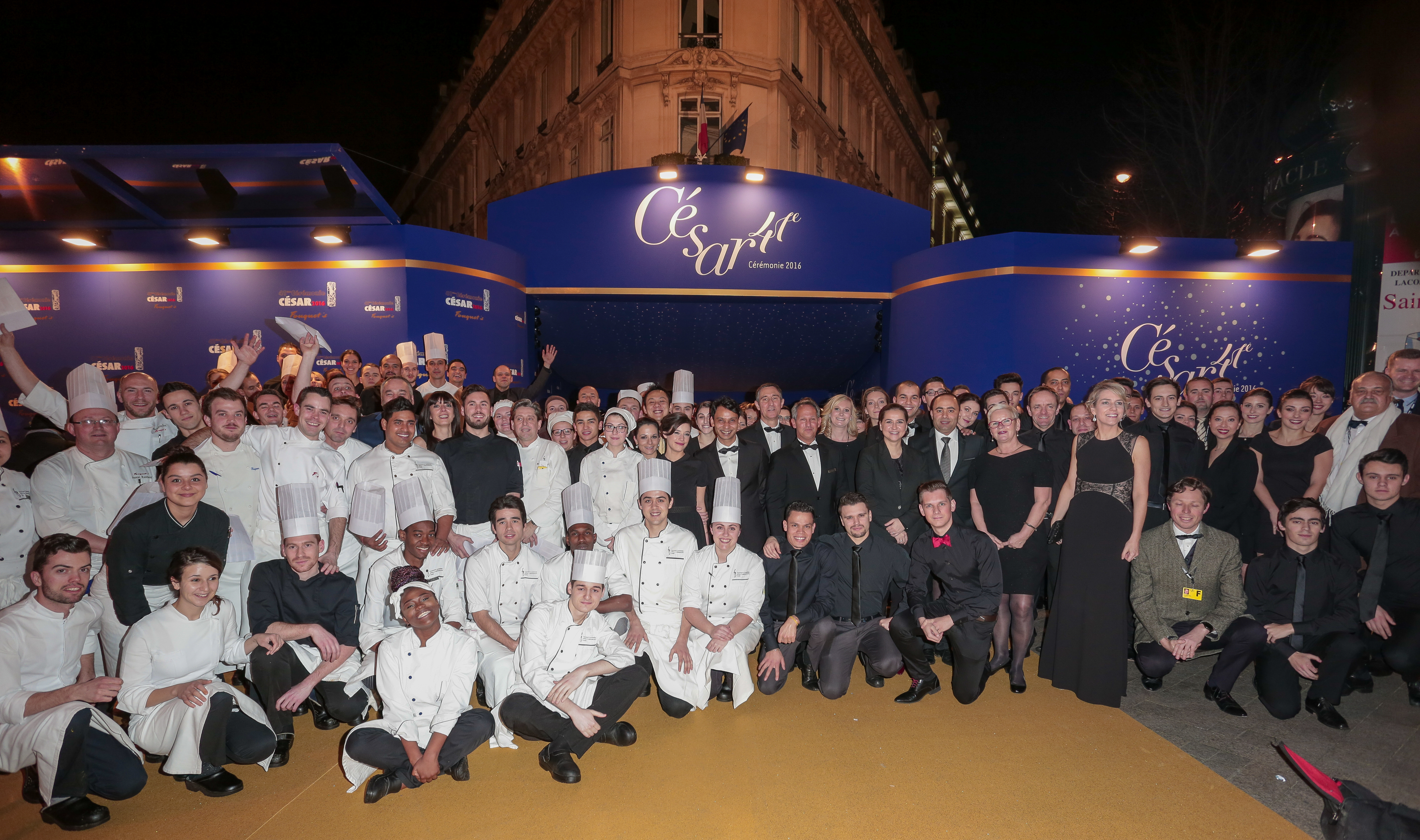
Photo de l'équipe de la brasserie (César 2016).

- César du cinéma (déjeuner des nommés aux César du cinéma).

## Faits divers

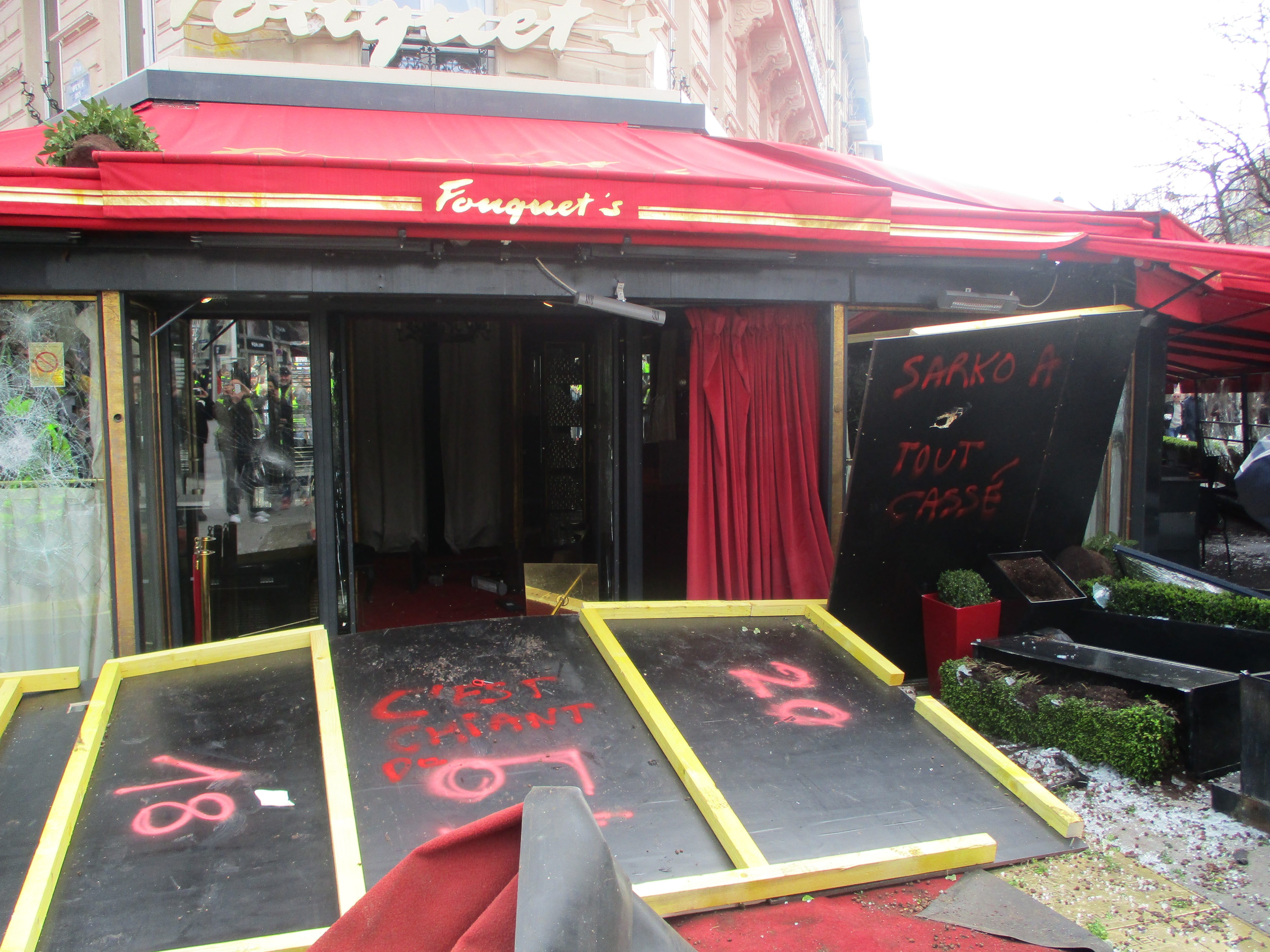
Le Fouquet's saccagé lors de l'acte XIX du mouvement des Gilets jaunes le 16 mars 2019.

- Les frères et sœur Lina, Pierre et Michel Renault, trois modestes retraités bourguignons, se sont battus aux tribunaux pendant des dizaines d'années jusqu'en 1992, pour faire valoir sans succès leur héritage présumé du Fouquet's. Héritage de la comtesse Octavie de Coëtlogon, décédée en 1865 sans héritiers, qui avait légué sa fortune à son mari et à son cousin germain Joseph-Paul Mauprivez, qui avait lui-même transmis son héritage aux grands-parents des frères et sœur Renault[33],[34].
- Le 6 mai 2007, au soir de sa victoire à l'élection présidentielle, Nicolas Sarkozy fête l'événement au Fouquet's en compagnie d'une centaine de personnes, famille et amis, dont nombre de grandes fortunes et de personnalités du monde des affaires. Cette soirée sera par la suite largement médiatisée et apparaîtra comme un des symboles « bling-bling » du sarkozysme[35].
- Le 16 mars 2019, au cours d'une manifestation des Gilets jaunes, le restaurant est saccagé et un début d'incendie se déclare ensuite dont la cause n'est pas clairement identifiée[36]. À la suite de ces détériorations, la direction annonce que le restaurant sera fermé plusieurs mois pour procéder à des travaux afin de réparer des « dégâts considérables »[37]. Il rouvre le 14 juillet 2019[38].